# 契約店長制
契約店長制（けいやくてんちょうせい）とは日本の企業の経営においてとられている制度である。これはチェーン店方式をとっている企業が新規出店を行う場合に、出店費用を本部が負担し、店長は社内にいる独立開業を希望している社員を任命し契約店長という肩書きにして、店の経営はその社員に全面的に任せるという形式である。この場合の店から出た利益というのは業績に応じて配分されるということになっている。